# Nascoso è il mio sol (Mozart)
Nascoso è il mio sol K. 557, est un canon en fa mineur pour quatre voix a cappella de Wolfgang Amadeus Mozart. Mozart a inclus cette œuvre dans son catalogue thématique le 2 septembre 1788. C'est le cinquième d'une série de dix canons.

## Musique
Le canon est écrit à  et dans la tonalité de fa mineur. Le thème est exposé sur douze mesures. Dans le canon, chacune des voix fait son entrée toutes les trois mesures.
Le canon est marqué Adagio, et l'écriture musicale est caractérisée par une écriture chromatique inhabituelle.
Thème:

## Texte
| Nascoso è il mio sol e sol qui resto, piangete voi il mio duol, ch'io moro presto | Caché est mon soleil et moi je reste ici seul, pleurez vous autres ma douleur, parce que je vais bientôt mourir. |
Ce texte semble avoir été très populaire, notamment pour la composition de canons ; il a donc également été utilisé pour la composition de pièces de ce genre par des compositeurs tels que le Vénitien Antonio Caldara (1670-1736). Le père de Mozart, Leopold, a copié sept canons de Caldara, dont un avec ce même texte, et il est donc probable que son fils Wolfgang les ait connus ; cette hypothèse est également étayée par le penchant du génie autrichien pour l'inclusion de passages chromatiques, probablement influencés par le maître vénitien.

## Œuvres apparentées
D'autres canons que Mozart a également répertoriés dans son catalogue thématique le 2 septembre 1788 sont : Alléluia (KV 553) et Ave Maria (KV 554), tous deux sur un thème religieux ; Caro bell'idol mio (KV 562), sur un thème amoureux ; Difficile lectu mihi Mars (KV 559), O du eselhafter Peierl (KV 560a) et Bona nox (KV 561), qui utilisent un langage obscène, marqué par la présence d'un humour scatologique.